# Língua portuguesa em África

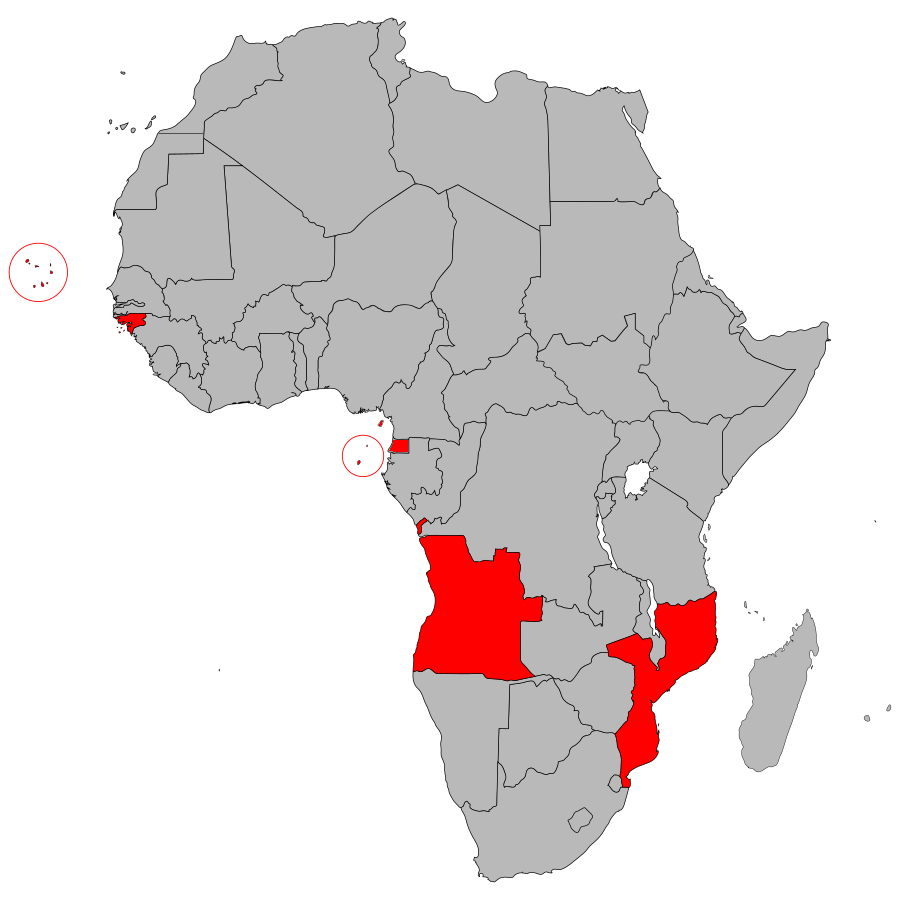
Em vermelho, a localização dos Países Africanos de Língua Oficial Portuguesa no continente africano

A língua portuguesa no continente africano é falada em vários países e é a língua oficial de Angola, Cabo Verde, Guiné-Bissau, Moçambique e São Tomé e Príncipe e — mais recentemente — a Guiné Equatorial. Existem também grandes comunidades de língua portuguesa na maioria dos países da África Austral, compostas de portugueses, angolanos e moçambicanos. Estimativas indicam que existem cerca de quinze milhões de falantes nativos de português e incluindo os falantes de português como segunda língua nessa soma esse número chega a 41,5 milhões dos falantes em toda África. Assim como o francês e o inglês, o português tornou-se uma língua pós-colonial em África e uma das línguas oficiais da União Africana, da Comunidade para o Desenvolvimento da África Austral, da Comunidade Económica dos Estados da África Ocidental, da Comunidade Económica dos Estados da África Central, do Mercado Comum da África Oriental e Austral e da Comunidade dos Estados do Sahel-Sara. O português coexiste na Guiné-Bissau, em Cabo Verde e São Tomé e Príncipe com vários crioulos de base portuguesa (crioulos da Alta Guiné e do Golfo da Guiné), e em Angola, Moçambique e Guiné-Bissau com línguas africanas autóctones (principalmente da família nigero-congolesa).
Além das instituições de língua portuguesa, Cabo Verde, Guiné-Bissau e São Tomé e Príncipe são também membros da Organização Internacional da Francofonia e Moçambique é membro da Comunidade das Nações e tem o estatuto de observador na Francofonia. Por outro lado, a Guiné Equatorial anunciou em 2011 a sua decisão de introduzir o português como terceira língua oficial, além do espanhol e do francês, e entrou como membro de pleno direito da Comunidade dos Países de Língua Portuguesa (CPLP) em 2014. Costa do Marfim, Maurícia, Namíbia e Senegal também aderiram à CPLP como membros observadores associados. Segundo um estudo da UNESCO, em 2050 a África terá 83 milhões de pessoas cujo idioma nativo será o português. Já para 2100, o Instituto Camões prevê que o continente superará o Brasil e terá a maior população lusófona do mundo.

## História
A partir do final do século XV com a expansão marítima portuguesa, a língua portuguesa foi disseminada no continente africano. Durante os séculos XVI, XVII e XVIII o português foi transformado na língua franca das costas de África.
No decorrer dos séculos XV e XVI ao longo da costa do Senegal, Gâmbia e da Guiné a chegada de muitos comerciantes oriundos de Portugal e dos mestiços contribuíram para a difusão do português nessas regiões.
No Golfo da Guiné o português também floresceu principalmente nas ilhas de São Tomé, Príncipe e Ano-Bom. Também no Golfo da Guiné ao longo da costa do Gana (antiga Costa do Ouro) surgiu uma espécie de português que foi falado por comerciantes nativos nas suas negociações com os europeus (holandeses, ingleses, franceses, dinamarqueses, suecos etc.) durante os séculos XVI, XVII e XVIII, até mesmo após vários anos da retirada dos portugueses da Costa do Ouro. Nessa área, Portugal também possuiu até o ano de 1961 um forte denominado de Fortaleza de São João Baptista de Ajudá, localizado em Daomé, atual Benim. Onde a língua portuguesa foi usada durante os últimos séculos por uma comunidade dos descendentes mestiços de portugueses. O português também foi usado no Reino do Daomé como idioma para as relações externas com os outros europeus.
No Reino do Congo, durante o século XVI muitos indivíduos da classe dominante falavam o português fluentemente. Esta língua também foi usada para a difusão do cristianismo em África. O testemunho de um viajante europeu em 1610 prova que em Santo António do Zaire (atual Soyo) todas as crianças aprenderam a língua portuguesa. No Reino do Congo também há provas da existência das escolas portuguesas administradas por missionários no decorrer dos séculos XVII e XVIII. Durante os séculos XVI, XVII e XVIII a influência e o uso do português como língua de comércio disseminou-se ao longo da costa do Congo e de Angola, de Loango a Benguela.
Após vários séculos da colonização portuguesa, a África Austral foi a região do continente onde a língua portuguesa mais floresceu, ela é atualmente oficial e amplamente falada em Angola e Moçambique e também tem uma forte presença na África do Sul, onde é falada por pessoas de ascendência portuguesa e pelos imigrantes angolanos, moçambicanos e brasileiros. Além de ter influenciado uma das principais línguas sul-africanas, o africanês. Muitas palavras portuguesas foram incorporadas permanentemente a este idioma.
Durante os séculos XVII e XVIII, o português também foi usado como língua franca na costa oriental de África. Isto ocorreu devido ao domínio português nesta região até ao final do século XVIII. Em Zanzibar, na Tanzânia, que esteve sob o controlo dos portugueses até 1698 quando foram expulsos pelo Sultão de Omã, o português ainda hoje é falado numa comunidade de Zanzibar. E em Mombaça, no Quénia, que também permaneceu sob a tutela de Portugal até 1698 e uma breve tentativa de recuperação entre 1728 a 1729. Existe evidência fornecida por um tenente inglês que em 1831 um português confuso foi falado por um homem em Mombaça. O contacto entre portugueses e africanos também influenciou a língua local, o suaíli, que atualmente é falado ao longo de toda a costa oriental de África. Existem mais de cento e vinte palavras originárias da língua portuguesa incorporadas no suaíli.

## Distribuição geográfica

### Português como língua oficial
Os estados-nação que têm o português como língua oficial em África são referidos pela sigla PALOP (Países Africanos de Língua Oficial Portuguesa) e incluem os seguintes países: Angola, Cabo Verde, Guiné-Bissau, Guiné Equatorial, Moçambique e São Tomé e Príncipe. O português é uma língua essencialmente urbana tendo uma presença reduzida nas zonas rurais, com exceção de Angola e São Tomé e Príncipe, onde a língua é mais difundida.

#### Angola
Em Angola, o português é falado, de acordo com o Instituto Nacional de Estatística, por 85% da população (como língua materna ou segunda língua), sendo a língua habitual, segundo o censo realizado no país em 2014, de 71,15% da população, com maior predominância para a população residente nas áreas urbanas. A língua portuguesa é falada como primeira língua por cerca de 40% da população angolana — proporção que se apresenta muito superior na capital do país. Além do português, Angola possui em torno de onze grupos linguísticos principais, que são divididos em cerca de noventa dialetos. Talvez em razão dessa variedade linguística original, o português acabou por se tornar uma espécie de língua franca, que facilitava a comunicação entre os diversos grupos étnicos e sofreu algumas modificações dando origem a espécies de crioulos, uma mistura entre o português europeu e as línguas nativas, denominados popularmente como pequeno português.

#### Cabo Verde
Em Cabo Verde, o português como língua oficial é utilizado em toda a documentação oficial e administrativa. É também a língua das rádios e televisões e, principalmente, a língua de escolarização. Paralelamente, nas restantes situações da comunicação (incluindo a fala quotidiana), utiliza-se o crioulo cabo-verdiano, uma mistura entre o português arcaico e as línguas africanas. Este crioulo divide-se em dois dialetos, o das ilhas Barlavento e o das ilhas Sotavento (norte e sul, respetivamente). Apesar do crioulo ser a língua do quotidiano, quase todos os cabo-verdianos também falam o português fluentemente.

#### Guiné-Bissau
Na Guiné-Bissau, apesar do português ser a língua oficial, no entanto, não é considerada língua materna, já que apenas cerca de 15% da população tem o domínio da língua portuguesa (porém, não existem pesquisas mais recentes sobre esse assunto). O crioulo falado no país, o crioulo da Guiné-Bissau, possui dois dialetos, um em Bissau e outro em Cacheu, ao norte. O crioulo que é a língua franca da Guiné-Bissau e é falado por cerca de 70% da população total do país. A presença do português na Guiné-Bissau não está consolidada, pois apenas uma pequena percentagem da população guineense tem o português como a língua materna e cerca de 15% da população tem um domínio aceitável do idioma. A zona lusófona corresponde ao espaço geográfico conhecido como "a praça", que corresponde à zona central e comercial da capital do país, Bissau.

#### Guiné Equatorial
A Guiné Equatorial foi uma colónia espanhola entre 1778 a 1968 e foi originalmente um grupo das colónias portuguesas entre 1474 a 1778. É o lar de um crioulo de base portuguesa, o Fá d'Ambô, que é falado pelos moradores da ilha de Ano-Bom. Em 2007, o presidente Teodoro Obiang Nguema Mbasogo anunciou uma decisão de transformar o português na terceira língua oficial do país, após o espanhol e o francês. Isso foi um esforço do governo para melhorar suas comunicações nas relações comerciais e bilaterais com os países de língua portuguesa. Apesar das promoções do governo, o português é raramente falado na Guiné Equatorial, mas, como as relações políticas e comerciais com os países de língua portuguesa (Brasil, Angola, Portugal etc.) aumentou, o número dos falantes de português tende a aumentar neste país. As notícias, desportos, entretenimento e média em português, sem dúvida, também irá facilitar o aumento da compreensão. A maioria da população (cerca de 90%) ainda fala o espanhol como sua primeira língua, e o espanhol ainda é a principal língua da administração e da educação, enquanto o francês é a segunda língua oficial. O português é agora uma língua oficial na Guiné Equatorial e o país desde julho de 2014 é um membro de pleno direito da Comunidade dos Países de Língua Portuguesa (CPLP).

#### Moçambique
Em Moçambique, o português tem o estatuto de língua oficial, e é falado como segunda língua pela metade da população do país. A grande maioria das pessoas que tem o português como língua materna mora nas áreas urbanas. De acordo com o censo de 2007, 50,4% dos moçambicanos falam português (contexto urbano: 80,8%; contexto rural: 36,3%); 12,8% falam maioritariamente o português em casa e 10,7% da população total do país considera o português a sua língua materna, sendo que esta percentagem em Maputo chega a 25%. De modo geral, na maior parte do país, a população fala línguas do grupo bantu.

#### São Tomé e Príncipe
Em São Tomé e Príncipe, o português é a língua oficial e nacional. É falado como língua materna por 98,4% da população total do país. O português utilizado nestas ilhas possui traços do português arcaico, tanto na pronúncia, quanto na norma escrita. Este é o português falado popularmente, enquanto que por políticos e pela alta sociedade, é utilizado o português europeu. Além do português, em São Tomé são faladas línguas locais, tais como, o são-tomense (forro), o angolar, o tonga e o principense (moncó). Em Príncipe, fala-se o moncó ou principense, um outro crioulo de base portuguesa, mas com acréscimos das línguas indo-europeias. O crioulo cabo-verdiano também é bastante falado nas duas ilhas, tendo sido trazido ao país no século XX por milhares de emigrantes cabo-verdianos.

### Português como língua minoritária e estrangeira
Devido a presença de colonos portugueses e das guerras civis em Angola e Moçambique que também resultou em migrações mais recentes de refugiados (muitos dos quais falam português) para países vizinhos, como a República Democrática do Congo, África do Sul, Namíbia e Zâmbia, nesses três últimos a importância da língua portuguesa está em constante crescimento e o português também está sendo ensinado nas suas escolas e atualmente regista-se uma crescente procura de aprendizagem do português nos diversos sistemas de ensino desses países e também nas demais nações que integram a Comunidade para o Desenvolvimento da África Austral. Outras migrações envolvendo o retornando dos ex-escravos afro-brasileiros para lugares como Nigéria, Benim, Togo, Angola e Moçambique. Existem também alguns refugiados africanos brancos portugueses e seus descendentes que retornam a partir do Brasil, Portugal e África do Sul aos seus antigos territórios africanos controlados, principalmente para Angola (até 500 000) e Moçambique (350 000), e não mais importante, é a chegada de portugueses após o fim da colonização de Angola nos últimos anos, por causa de interesses económicos de Portugal e do boom económico angolano. Devido há outros contextos históricos e motivos, o português também é falado no Senegal e é bem difundido nas escolas de todo o país, E também já está sendo ensinado na Costa do Marfim, República do Congo e Essuatíni, o seu ensino também começa a ser implementado na Maurícia. O português também é uma língua minoritária em Maláui, Zimbábue e Zanzibar, na Tanzânia.

#### África do Sul
Apesar de não ser uma das onze línguas oficiais da África do Sul, o português, goza do estatuto de língua protegida, uma vez que é significativo o número da população falante da língua no país. A África do Sul tem mais de um milhão de falantes de português (2% da população do país), principalmente colonos e seus descendentes da Madeira e brancos angolanos e moçambicanos que emigraram a partir de 1975, na sequência da independência das ex-colónias portuguesas e das guerras civis desses dois países. Depois do inglês e do africanês, nas línguas oficiais da África do Sul, o português surge como a primeira língua estrangeira mais falada.

#### Maurícia
Maurícia, uma ilha multilingue localizada no oceano Índico, tem fortes laços culturais com Moçambique. Os portugueses foram os primeiros europeus a encontrar a ilha. A língua portuguesa vem sendo promovida e já é ensinada em algumas instituições, para atender as condições para o país alcançar uma de suas metas, que é fazer parte da Comunidade dos Países de Língua Portuguesa (CPLP). Desde 2006, Maurícia já é uma observadora associada dessa entidade.

#### Namíbia
A Namíbia, país que faz fronteira com Angola, onde cerca de 5% dos seus habitantes são falantes de português.  Atualmente, a língua portuguesa está num processo de expansão para a efetiva implementação dessa língua no país, já está sendo ensinada nas escolas, o país, desde 2014, já é observador associado da CPLP.

#### Senegal
O Senegal tem sua própria conexão lusófona com uma significativa comunidade de cabo-verdianos em Dacar e os falantes nativos do Crioulo de Casamansa (um dialeto do crioulo da Guiné-Bissau) em Casamansa, uma região localizada no sul do Senegal, que já foi parte do Império Colonial Português. O português é amplamente ensinado como língua estrangeira em todo o país. A língua portuguesa foi introduzida no ensino secundário do Senegal, em 1961, em Dacar pelo primeiro presidente do país, Léopold Sédar Senghor, e é também lecionada no ensino superior. É especialmente dominante em Casamansa por ser relacionada com a identidade cultural local. Em 2008, o Senegal tornou-se um membro observador associado da CPLP.

#### Essuatíni
Em Essuatíni, um pequeno país da África Austral, a língua portuguesa é falada por uma numerosa comunidade, essa comunidade de falantes é formada principalmente por refugiados moçambicanos, devido à guerra civil, e por colonos portugueses. O português também já está sendo ensinado nas escolas do país como língua estrangeira.

#### Zâmbia
Na Zâmbia existe uma grande comunidade de falantes da língua portuguesa e o país já introduziu o ensino do português no seu sistema de ensino primário, em parte devido à presença de uma grande população angolana lá.

## O papel do português em África
Como língua oficial, o português serve para a administração, educação, direito, política e meios de comunicação. Dada a diversidade linguística existente nos Países Africanos de Língua Oficial Portuguesa, o português também serve o propósito de língua franca, permitindo a comunicação entre os cidadãos das diferentes origens etno-linguísticas.
Além disso, o português conecta os Países Africanos de Língua Oficial Portuguesa uns aos outros e também com Portugal, Brasil, Timor-Leste e Macau, eles próprios são ex-colónias portuguesas.
A música é uma maneira em que os perfis linguísticos dos Países Africanos de Língua Oficial Portuguesa aumentaram. Muitos artistas dos Países Africanos de Língua Oficial Portuguesa, além de cantar nas suas línguas maternas, também cantam em português para um grau ou outro. O sucesso desses artistas na indústria da música mundial aumenta a consciência internacional do português como língua africana.
Como língua da literatura, o português tem um papel importante nos Países Africanos de Língua Oficial Portuguesa. Autores como José Luandino Vieira, Mia Couto, Pepetela, Lopito Feijó, Luís Kandjimbo, Manuel Rui ou Ondjaki deram valiosas contribuições para a literatura lusófona, levando um perfume africano e ideias para a língua e criação de um lugar para a língua português no imaginário africano.

## Estatísticas
Segundo estimativas da UNESCO, o português é o idioma com maior potencial de crescimento como língua franca na África Austral. Prevê-se que 83 milhões de pessoas em todo o continente o tenham como idioma nativo até 2050. Atualmente, de cada quatro falantes do português, três são brasileiros – mais de 210 milhões. No entanto, as projeções indicam que, com o envelhecimento previsto da população brasileira e a explosão demográfica prometida por Angola e Moçambique até 2100 haverá, segundo o Instituto Camões, 500 milhões de pessoas que terão o português como língua materna, das quais a maioria será africanos.

## Comunicação social
O português é a língua do jornalismo, que serve como um veículo para a divulgação da língua. A alfabetização nesses países é um problema, o rádio serve como uma fonte de informação importante para os africanos lusófonos.
A BBC de África, a Rádio França Internacional e a RTP África são todos os meios de comunicação que fazem questão de apresentar o português como língua africana para além das suas origens na Europa.

## Crioulos de base portuguesa
Qualquer discussão sobre o papel da língua portuguesa em África deve levar em conta as várias línguas crioulas baseadas no português que se desenvolveram nesse continente. Estas línguas coexistem com o português padrão e nos países onde são faladas, formam um contínuo com a língua portuguesa que forma os seus léxicos.
Em Cabo Verde, o crioulo levinho refere-se a uma variedade do crioulo cabo-verdiano que assume várias características do português e é o resultado do processos da mudança de código do bilinguismo e da diglossia no arquipélago. Em São Tomé e Príncipe, o português são-tomense é uma variedade de português fortemente influenciado pelo forro na sintaxe e no vocabulário. Uma vez que os léxicos dessas línguas são derivadas do português, mesmo os falantes crioulos que não falam português têm um conhecimento passivo do mesmo.
Além disso, os crioulos portugueses têm sido frequentemente (e muitas vezes continuam sendo) escritos usando a ortografia portuguesa. Uma questão importante nas discussões sobre a normalização dos crioulos é se seria melhor a elaboração de uma ortografia fonética ou verdadeira para escolher uma etimológica baseada no português.